# Julie d'Angennes
Julie Luciana d’Angennes (Parijs 1607 – 15 november 1671), was een Franse salonnière. Zij was de dochter van markies Charles d'Angennes en Madame de Rambouillet (Catherine de Vivonne), een van de voornaamste zeventiende-eeuwse salonnières. D'Angennes werd ook wel l’incomparable Julie (Nederlands: de weergaloze Julie) genoemd.

## Biografie
In hun salons in het hôtel de Rambouillet ontvingen de ouders van D'Angennes alle grote namen van die tijd. D'Angennes was befaamd om haar schoonheid, intelligentie en verfijndheid en luisterde onder de naam Princesse Julée het beroemde hôtel de Rambouillet met haar aanwezigheid op. De vaste gasten van la Chambre bleue (Frans voor 'Blauwe Kamer') beschouwden haar als de evenknie van haar moeder, de 'wijze Arthénice'. In de sleutelroman Artamène ou le Grand Cyrus van Madeleine de Scudéry wordt de markiezin van Rambouillet aangeduid met de naam Cléomire en Julie als Philonide.
Dankzij haar schoonheid, verdiensten en het feit dat zij letterkundigen onder haar hoede nam verwierf zij grote bekendheid. Ze was een krachtig en gul persoon en viel op door haar toewijding aan haar familie. Zo ontfermde ze zich in het bijzonder over haar jongere broer, de vidame (plaatsvervanger van de bisschop in de wereldlijke zaken) van Le Mans. Hij leed aan de pest, waaraan hij in 1631 op zevenjarige leeftijd stierf. Ze hield van theater en speelde zelfs tragedies in het herenhuis waar de familie woonde. In de literatuur is ze vooral bekend door de grote hoeveelheid verzen en proza waarvoor zij de inspiratie is geweest. Dit geldt in het bijzonder voor de bundel La Guirlande de Julie.
Deze bundel met 62 madrigalen, geschreven door zo'n negentien grote namen uit de poëzie van die tijd, kreeg ze in 1641 van haar toekomstige echtgenoot, Charles de Sainte-Maure, de baron van Montausier. Onder de auteurs bevonden zich Corneille (dit is niet zeker), Desmarets, Antoine Gombaud, Malleville, Georges de Scudéry en Montausier zelf. De bundel werd door de beroemde meester-schrijver en kalligraaf Nicolas Jarry tot een geheel vervaardigd. Elk gedicht had als onderwerp een bloem die een van Julie's kwaliteiten uitbeeldde en elke bloem werd door Nicolas Robert nageschilderd. Het werk werd gebonden door Le Gascon, een beroemde boekbinder die zowel de binnenzijde als buitenkant verfraaide met het vervlochten monogram J.L. (Julie-Lucine). Montausier liet twee dezelfde exemplaren maken en elk verpakken in een gesloten tas gemaakt van Spaans leer. Bij het ontwaken vond Julie het geschenk dat op haar kleding was neergelegd.
Op 13 juli 1645 trouwde Julie d'Angennes uiteindelijk met haar aanbidder. In 1661 werd ze gouvernante des enfants de France en hofdame van koningin Maria Theresia. In verhalen uit die tijd wordt Julie d'Angennes haar beleefde houding tegenover de maîtresses van Lodewijk XIV verweten.
Uit haar huwelijk met de hertog van Montausier kreeg Julie d'Angennes een dochter, Marie-Julie de Sainte-Maure. Deze trouwde in 1664 met de hertog van Uzès, Emmanuel II de Crussol. Bij het overlijden van de hertog van Montausier erfde Marie-Julie de Sainte-Maure zijn grondbezit in de Charentestreek.
Esprit Fléchier schreef de grafrede van Julie d'Angennes.

## Bron
- Dit artikel of een eerdere versie ervan is een (gedeeltelijke) vertaling van het artikel Julie d'Angennes op de Franstalige Wikipedia, dat onder de licentie Creative Commons Naamsvermelding/Gelijk delen valt. Zie de bewerkingsgeschiedenis aldaar.